# Parang
Parang é um tipo de música com influências culturais da música do Caribe e da música latina. A palavra é derivada de duas palavras em espanhol. Parang é uma música popular do folclore de Trinidad e Tobago, surgida a cerca de 400 anos.